# Pázmány Péter Katolikus Egyetem
A Pázmány Péter Katolikus Egyetem (röviden: PPKE vagy „Pázmány”) államilag elismert egyházi egyetem. Magyarországon két katolikus egyetem és tíz katolikus egyházi fenntartású főiskola működik jelenleg, melyek közül működésének összetettségét, képzési és kutatási tevékenységét, valamint oktatói és hallgatói létszámát tekintve kiemelkedik a Pázmány Péter Katolikus Egyetem (PPKE). Jog- és Államtudományi, Információs Technológiai és Bionikai, Bölcsészet- és Társadalomtudományi, valamint Hittudományi Kara Budapesten, a Vitéz János Tanárképző Központ pedig Esztergomban található.
A Pázmány Péter bíboros által 1635-ben Nagyszombatban alapított egyetem (ma Eötvös Loránd Tudományegyetem) Hittudományi Karának, majd 1950-től a Római Katolikus Hittudományi Akadémiának jogutódja, ezért tartják az alapítás idejének 1635-öt. Az 1992-ben alapított Bölcsészettudományi Karát a magyar állam 1993-ban ismerte el, ezzel jogilag lehetővé téve egy egyetem létrejöttét, a Hittudományi Kar által hagyományosan megőrzött fokozatszerzési joggal. Az egyetem 1999-ben szentszéki alapításúvá vált (vö. Ex corde Ecclesiae).
Az egyetemet 2023. április 30-án meglátogatta Ferenc pápa.

## A magyarországi egyetemek rangsorában
A HVG 2025-ös felsőoktatási rangsora szerint a Pázmány a 6. legjobb egyetem Magyarországon.

## Az egyetem története[5]
A Pázmány Péter Katolikus Egyetem elnevezést az Országgyűlés 2/1993 számú (II. 4.) Országgyűlési határozatával elismerte.
A Hittudományi Kar (HTK) a Pázmány Péter bíboros, esztergomi érsek által 1635-ben alapított intézmény (a mai ELTE) Hittudományi Karának jogutódja. Egyházi fakultás.
A Bölcsészet- és Társadalomtudományi Kart (BTK) a Magyar Katolikus Püspöki Konferencia 1992. január 30-án kelt 46/1992 számú határozatával alapította, az Apostoli Szentszék Katolikus Nevelési Kongregációjának 1992. január 24-én kelt Prot. N.223/91/9 számú hozzájárulása birtokában. A Magyar Köztársaság Kormánya 1993. május 25-én kelt (V.6.) Kormányhatározatával elismerte. Elnevezése 2012. február 1-től Bölcsészet- és Társadalomtudományi Kar.
A Jog- és Államtudományi Kart (JÁK) a Magyar Katolikus Püspöki Konferencia alapította 1995. április 3-án, 503/1995 számú határozatával. A Kánonjogi Posztgraduális Intézet (KJPI) önállóan működő egyházi fakultás. Az Apostoli Szentszék alapította 1996. november 30-án kelt N.975/96 számú határozatával. Az Intézet keretében 2013-tól önálló szervezeti egységként megalapított Nemzetközi Kánonjogtörténeti Kutatóközpont működik, a világ legnívósabb szakember-gárdájából összeállított törzstagokkal.
Az Információs Technológiai Kart (ITK) a Magyar Katolikus Püspöki Konferencia alapította 1998. június 24-én kelt 1246/1998 számú határozatával. A Magyar Köztársaság Kormánya 2001. július 20-án kelt 136/2001. számú Kormányrendeletével akkreditálta. Elnevezése 2013. január 1-vel Információs Technológiai és Bionikai Karra változott.
Az Egyetemhez 2008. szeptember 1-vel önálló karként csatlakozott a Vitéz János Tanítóképző Főiskola (Esztergom), Vitéz János Kar megnevezéssel, amely 2013. július 1-vel beolvadt a Bölcsészet- és Társadalomtudományi Karba, mint annak Vitéz János Tanárképző Központja.

## Rektorok
- 1990–1998 Gál Ferenc
- 1998–2003 Erdő Péter
- 2003–2011 Fodor György
- 2011–2019 Szuromi Szabolcs Anzelm
- 2019– Kuminetz Géza

## Nagykancellárok
| # | Kép | Név                         | Időtartam       | Püspöki tisztsége                |
| - | --- | --------------------------- | --------------- | -------------------------------- |
| 1 |     | Seregély István (1931–2018) | 1992—2005       | Egri érsek                       |
| 2 |     | Erdő Péter (1952–)          | 2005—2015       | Esztergom-Budapesti érsek        |
| 3 |     | Veres András (1959–)        | 2015—hivatalban | Szombathelyi püspök Győri püspök |

## Díszdoktorok
| Név                                          | Titulus | Díszdoktorrá avatás időpontja | Kar                                      |
| -------------------------------------------- | --- | ----------------------------- | ---------------------------------------- |
| Max van der Stoel                            | Európai Biztonsági és Együttműködési Szervezet (EBESZ) Nemzeti Kisebbségi Főbiztosa                                        | 1999. november 24.            | Jog- és Államtudományi Kar               |
| Urbano Navarrete SJ                          | a kánonjog professzora, a Gregoriana Pápai Egyetem egykori rektora                                                         | 2000. május 2.                | Kánonjogi Posztgraduális Intézet         |
| Paul Poupard                                 | bíboros, a Kultúra Pápai Tanácsának elnöke                                                                                 | 2001. március 1.              | Hittudományi Kar                         |
| I. Bartholomaiosz konstantinápolyi pátriárka | konstantinápolyi ökumenikus pátriárka                                                                                      | 2001. április 25.             | Jog- és Államtudományi Kar               |
| Franciszek Macharski                         | bíboros, a Krakkói főegyházmegye érseke, metropolita                                                                       | 2002. szeptember 22.          | Hittudományi Kar                         |
| Alfred Bayer                                 | a Hanns-Seidel-Alapítvány elnöke                                                                                           | 2002. szeptember 22.          | Jog- és Államtudományi Kar               |
| Gábriel L. Asztrik O.Praem.                  | professzor, a Notre Dame Egyetem Középkorkutató Intézetének volt igazgatója                                                | 2003.                         |                                          |
| Stephen A. Privett SJ                        | a San Franciscó-i Egyetem rektora                                                                                          | 2004.                         | Jog- és Államtudományi Kar               |
| James Crawford                               | professzor, a Cambridge-i Egyetem jogi karának dékánja                                                                     | 2005. január 21.              | Jog- és Államtudományi Kar               |
| Lorenzo Ornaghi                              | professzor, a milánói Szent Szív Katolikus Egyetem rektora                                                                 | 2005. november 15.            | Jog- és Államtudományi Kar               |
| Gerardo Marín                                | professzor, a San Franciscó-i Egyetem rektorhelyettese                                                                     | 2005.                         | Jog- és Államtudományi Kar               |
| Szabó László SJ                              | a bejrúti Szent József Egyetem nyugalmazott professzora                                                                    | 2005. január 31.              | Hittudományi Kar                         |
| John Lukacs                                  | történész professzor | 2009. június 10.              | Bölcsészet-és Társadalomtudományi Kar    |
| Oscar Andrés Rodríguez Maradiaga SDB         | bíboros, a Tegucigalpai főegyházmegye érseke, a Nemzetközi Karitász elnöke                                                 | 2009. november 23.            | Bölcsészet-és Társadalomtudományi Kar    |
| Zenon Grocholewski                           | bíboros, a Tanulmányi Intézetek Katolikus Nevelésügyi Kongregációja prefektusa, a Gregoriana Pápai Egyetem nagykancellárja | 2010. május 12.               | Hittudományi Kar                         |
| Vető Miklós                                  | filozófiatörténész, a Poitiers-i Egyetem professor emeritusa                                                               | 2010. december 15.            | Bölcsészet-és Társadalomtudományi Kar    |
| José Tomás Martin de Agar                    | a kánonjog professzora, Pápai Szent Kereszt Egyetem                                                                        | 2011. május 5.                | Kánonjogi Posztgraduális Intézet         |
| Bronisław Wenanty Zubert OFM                 | a kánonjog professzora, Lublini Katolikus Egyetem                                                                          | 2011. május 5.                | Kánonjogi Posztgraduális Intézet         |
| III. Senuda kopt pápa                        | az alexandriai kopt ortodox egyház néhai vezetője                                                                          | 2011. augusztus 19.           | Bölcsészet-és Társadalomtudományi Kar    |
| Jean-Luc Marion                              | filozófus professzor, a Sorbonne (Université de Paris IV) Filozófiai Intézetének vezetője                                  | 2011. szeptember 27.          | Bölcsészet-és Társadalomtudományi Kar    |
| Wolfgang Waldstein                           | jogtörténész professzor, Innsbrucki Egyetem                                                                                | 2012. március 29.             | Jog- és Államtudományi Kar               |
| Béchara Boutros Rai                          | libanoni maronita pátriárka                                                                                                | 2012. október 2.              | Információs Technológiai és Bionikai Kar |
| Rezsőházy Rudolf                             | történész-szociológus professzor, Louvaini Katolikus Egyetem                                                               | 2012. október 12.             | Bölcsészet-és Társadalomtudományi Kar    |
| Krzysztof Zanussi                            | lengyel filmrendező, forgatókönyvíró, European Graduate School professzor, Svájc                                           | 2013. január 28.              | Bölcsészet-és Társadalomtudományi Kar    |
| Peter Kilpatrick                             | Notre Dame Egyetem Mérnöki Karának dékánja                                                                                 | 2013. június 6.               | Információs Technológiai és Bionikai Kar |
| Josef A. Nossek                              | Müncheni Műszaki Egyetem professzora                                                                                       | 2013                          | Információs Technológiai és Bionikai Kar |
| Dinah L. Shelton                             | nemzetközi jogász professzor                                                                                               | 2014                          | Jog- és Államtudományi Kar               |
| Andrzej Dzięga                               | érsek, kánonjogi professzor                                                                                                | 2014                          | Hittudományi Kar                         |
| Antonio Rouco Varela                         | a Madridi főegyházmegye emeritus bíboros-érseke                                                                            | 2015                          | Hittudományi Kar                         |
| Ruben K. Mirzakhanyan                        | Jereváni Állami Pedagógiai Egyetem professzora                                                                             | 2017                          | Bölcsészet-és Társadalomtudományi Kar    |
| Paolo Carozza                                | jogász professzor, az Indiana állambeli (USA) Notre Dame Egyetem oktatója                                                  | 2017. március 27.             | Jog- és Államtudományi Kar               |
| Frans Daneels O.Praem.                       | Apostoli Szignatúra emeritus titkára                                                                                       | 2017. október 16.             | Kánonjogi Posztgraduális Intézet         |

## Tagságok

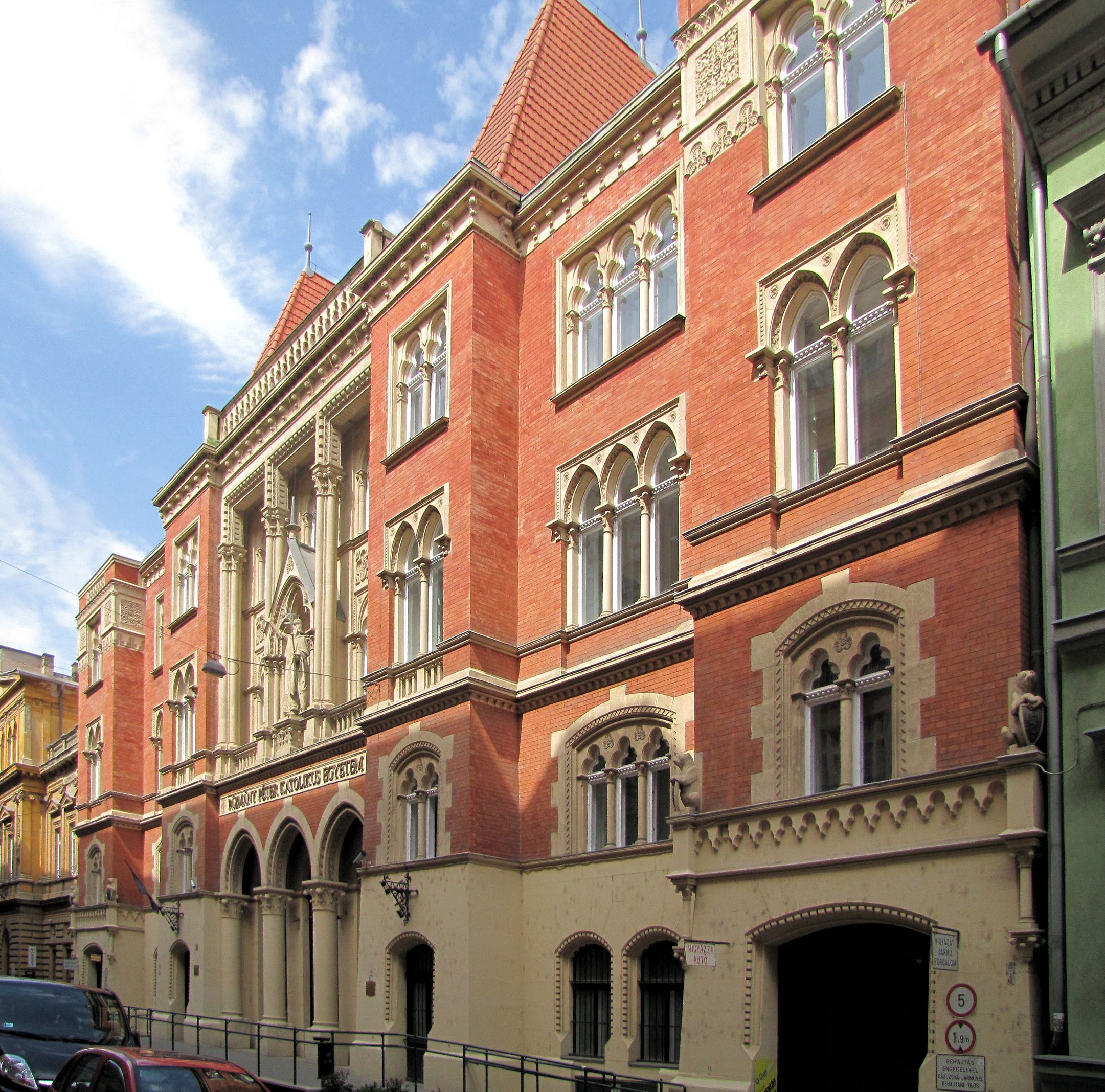
A Pázmány Péter Katolikus Egyetem budapesti, Szentkirályi utcai épülete

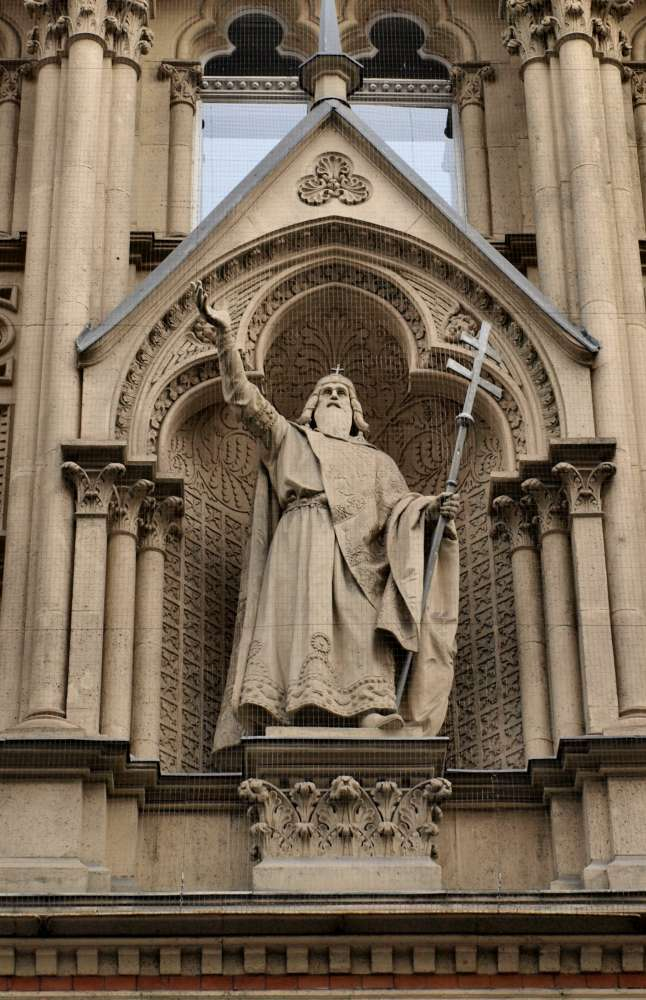
A Szentkirályi utcai épület főalakja

- CEECU (Közép- és Kelet-európai katolikus egyetemek)
- FUCE (Európai Katolikus Egyetemek Szövetsége) (honlap)
- FIUC/IFCU (Katolikus Egyetemek Világszövetsége) (honlap)
- IAU (Nemzetközi Egyetemi Szövetség) (honlap)
- ELC (Európai Nyelvi Tanács) (honlap)
- EAIE (Nemzetközi Oktatás Európai Egyesülete) (honlap)
- DRC (Dunai Rektorok Konferenciája) (honlap) Archiválva 2008. december 19-i dátummal a Wayback Machine-ben
- IRUN (Kutatóegyetemek Nemzetközi Hálózata) (honlap)
- REVACERN (Vallások és Értékek: Közép- és Kelet-Európai Kutatási Hálózat) (honlap)
- CEEPUS
- Erasmus

## Karok, intézetek, szakok
| Kar                                      | Rövidítés | Település           | Honlap           |
| ---------------------------------------- | --------- | ------------------- | ---------------- |
| Bölcsészet- és Társadalomtudományi Kar   | BTK       | Budapest, Esztergom | www.btk.ppke.hu  |
| Hittudományi Kar                         | HTK       | Budapest            | www.htk.ppke.hu  |
| Információs Technológiai és Bionikai Kar | ITK       | Budapest            | www.itk.ppke.hu  |
| Jog- és Államtudományi Kar               | JÁK       | Budapest            | www.jak.ppke.hu  |
| Kánonjogi Posztgraduális Intézet         | KJPI      | Budapest            | www.kjpi.ppke.hu |

### Bölcsészet- és Társadalomtudományi Kar (BTK)
A HVG 2025-ös felsőoktatási rangsora szerint a bölcsészképzések közül a PPKE Bölcsészet- és Társadalomtudományi Karán (PPKE-BTK) működő bölcsészképzés országosan a 2. legjobb helyezést érte el mind az oktatói, mind pedig a hallgatói kiválóság tekintetben. (1088 Budapest, Mikszáth Kálmán tér 1.)
A Karról, illetve a képzésekről tájékozódjon a PPKE BTK hivatalos weboldalán.

### Hittudományi Kar (HTK)
A Pázmány Péter Katolikus Egyetem Hittudományi Kara 1635 – Pázmány Péter bíboros, esztergomi érsek által történt megalapítása óta folyamatosan végzi oktató és kutató munkáját a katolikus teológia elmélyült, magas szintű művelésével és átadásával. (1053 Budapest, Veres Pálné u. 24.)
A Karról, illetve a képzésekről tájékozódjon a PPKE HTK hivatalos weboldalán.

### Információs Technológiai és Bionikai Kar (ITK)
A HVG 2024-es felsőoktatási rangsora szerint az informatikai képzések közül a PPKE Információs Technológiai és Bionikai Karán (PPKE-ITK) működő informatikai képzés az oktatók kiválósága alapján országosan a legjobb tíz között szerepel. (1083 Budapest, Práter u. 50/a)
A Karról, illetve a képzésekről tájékozódjon az PPKE ITK hivatalos weboldalán.

### Jog- és Államtudományi Kar (JÁK)
A HVG 2025-ös felsőoktatási rangsora szerint a jogtudományi képzések közül a PPKE Jog- és Államtudományi Karán (JÁK) működő jogtudományi képzés a hallgatók kiválósága alapján országosan a 2. legjobb helyezést érte el. (1088 Budapest, Szentkirályi utca 28.)
A Karról, illetve a képzésekről tájékozódjon a PPKE JÁK hivatalos weboldalán.

### További fontos információk
https://telex.hu/belfold/2025/07/17/hvg-az-ejszakai-kozlonyben-hirdette-ki-a-kormany-hogy-semmilyen-epitesi-szabalyt-nem-kell-figyelembe-venni-a-pazmany-campusnal